# هلیو، آنهوی
هلیو، آنهوی (به لاتین: Heliu) یک شهرک در جمهوری خلق چین است که در شهرستان هوایوان واقع شده‌است. هلیو ۲۲ متر بالاتر از سطح دریا واقع شده‌است.